# Honkbalknuppel

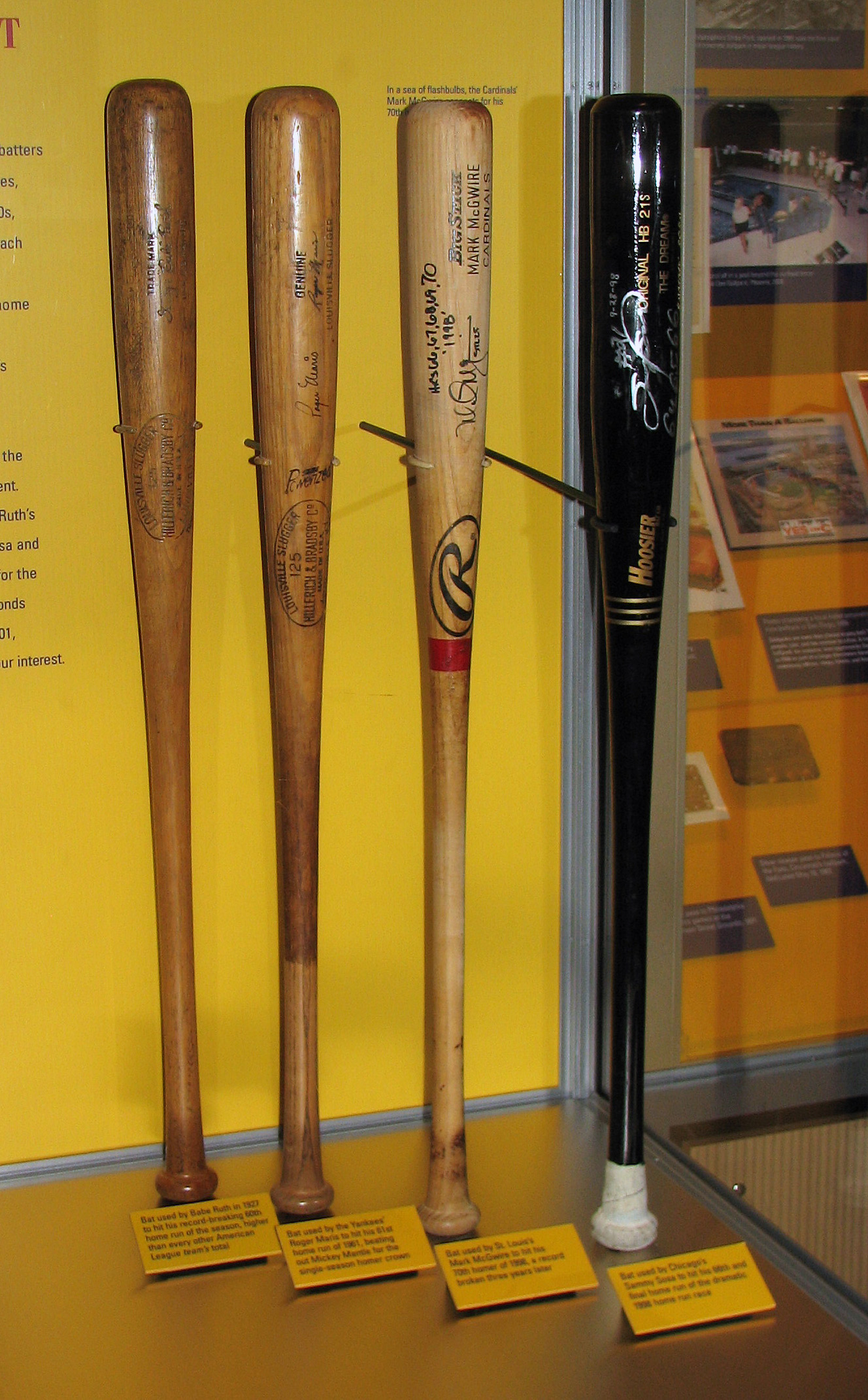
Vier honkbalknuppels

Een honkbalknuppel of baseballbat is een houten of aluminium stok die gebruikt wordt in het honkbal om de bal weg te slaan. Op het eind van de stok is een verbreding die voorkomt dat de bat uit de hand glijdt bij het slaan.
Aan de andere kant heeft de knuppel een geleidelijke verbreding die de barrel wordt genoemd.
Er zijn verschillende merken die honkbalknuppels produceren. Een paar voorbeelden zijn Easton, Rawlings en het Nederlandse Covee.
Buiten het honkbal worden dergelijke harde knuppels soms gebruikt als wapen.

## Torpedoknuppel
De torpedoknuppel is een knuppel in de honkbalsport waarvan het zwaartepunt lager ligt dan in een conventionele honkbalknuppel. Hierdoor bevindt de meeste massa zich op het raakvlak met de bal en helpt het spelers krachtiger en effectiever te slaan. Het ontwerp is ontwikkeld door voormalig MIT-natuurkundedocent Aaron Leanhardt en is in 2025 voor het eerst met succes gebruikt door de New York Yankees.